# Bärenwaldeiche

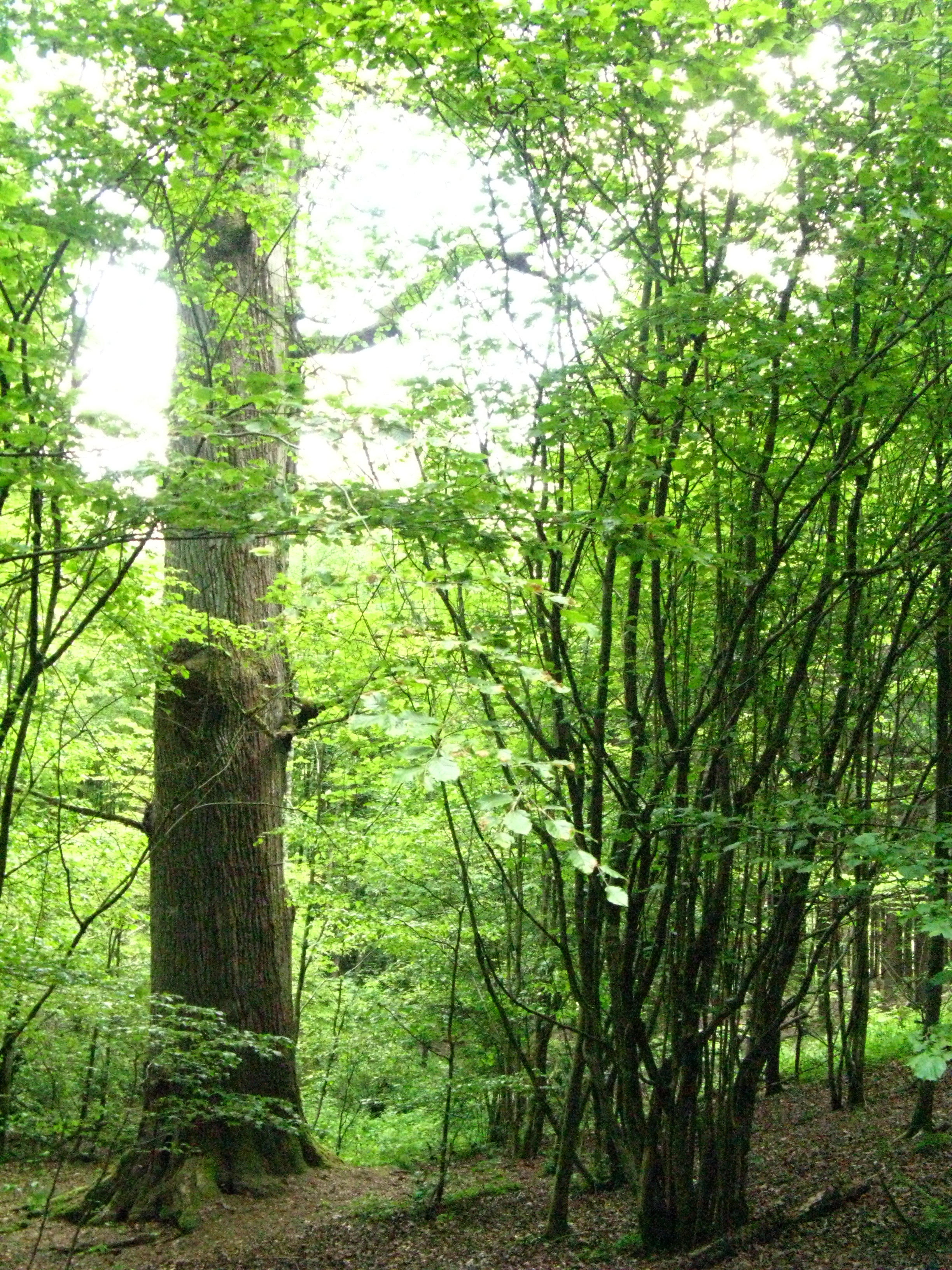
Bärenwaldeiche (2014)

Die sogenannte Bärenwaldeiche, auch Bäreneiche, war eine Stieleiche (Quercus robur) in Freudenberg in der Nähe des Orts Niederholzklau. Der Name der Eiche geht auf eine Familie Beer oder Bähr zurück, die bereits zu Beginn des 17. Jahrhunderts im dortigen Bereich Waldflächen als Haubergs-Anteile besaß. Der im Wald stehende Baum wurde etwa 700 Jahre alt, hatte einen Umfang von etwa fünf Metern und eine Höhe von etwa 30 Metern. Seit 1988 war er als Naturdenkmal geschützt.
Erstmals erwähnt wurde die Eiche 1453. Durch einen Blitzeinschlag wurde sie 1990 stark beschädigt: Auf einer Länge von etwa 20 Metern und einer Breite von 30 bis 60 cm wurde die Rinde des Baumes vom Stamm abgesprengt. Parasitenbefall war die Folge. Um den Baum zu erhalten, wurden restauratorische Maßnahmen getroffen und der Boden ab 1993 mit Mykorrhizae geimpft, um die Nährstoffaufnahme des Baumes zu verbessern.
Im Zuge starker Windböen fiel die Eiche am 15. April 2024.